# بول بارتل
بول بارتل (بالإنجليزية: Paul Bartel)‏ مواليد 06 أغسطس 1938 في بروكلين، الولايات المتحدة - الوفاة 13 مايو 2000 في نيويورك، الولايات المتحدة، هو ممثل ومخرج وكاتب سيناريو أمريكي بدأ مسيرته الفنية سنة 1968. ظهر في قرابة 90 فلما. امتدت مسيرته الفنية لأكثر من 32 عاما.

## الأعمال
- المشتبه بهم المعتادون
- الهروب من لوس أنجلوس

## روابط خارجية
- بول بارتل على موقع IMDb (الإنجليزية)
- بول بارتل على موقع ألو سيني (الفرنسية)
- بول بارتل على موقع تيرنر كلاسيك موفيز (الإنجليزية)
- بول بارتل على موقع أول موفي (الإنجليزية)
- بول بارتل على موقع قاعدة بيانات الأفلام السويدية (السويدية)
- بول بارتل على موقع إن إن دي بي (الإنجليزية)
- بول بارتل على موقع قاعدة بيانات الفيلم (الإنجليزية)
- بول بارتل على موقع كينوبويسك (الروسية)